# Franz Schuster
Ne doit pas être confondu avec Franz Schuster (homme politique).
Pour les articles homonymes, voir Schuster.
Franz Schuster, né à Vienne (en Autriche, alors en Autriche-Hongrie) le 26 décembre 1892 et mort dans cette ville le 24 juillet 1972, est un architecte et designer de meubles autrichien.  
En tant qu'architecte socialement engagé, il est l'un des protagonistes du « Neuen Bauens ». 
Son nom a été donné à un modèle de bâtiment scolaire de plusieurs étages dans lequel chaque salle de classe est éclairée des deux côtés, le Schustertyp (de). 

## Biographie
Schuster étudie à l'École des arts appliqués de Vienne, d’abord avec Oskar Strnad, puis avec Heinrich Tessenow et obtient son diplôme en 1919. Il devient plus tard l'assistant de Tessenow et, en 1919, passe dans la communauté artisanale de Dresden-Hellerau. Il travaille ensuite pour Tessenow sur les projets d'un lotissement à Pößneck (1920–1921) et de la cité-jardin de Hellerau (1921–1922). À partir de 1922, il est architecte indépendant à Hellerau. 

## Galerie de photos d'œuvres de Schuster

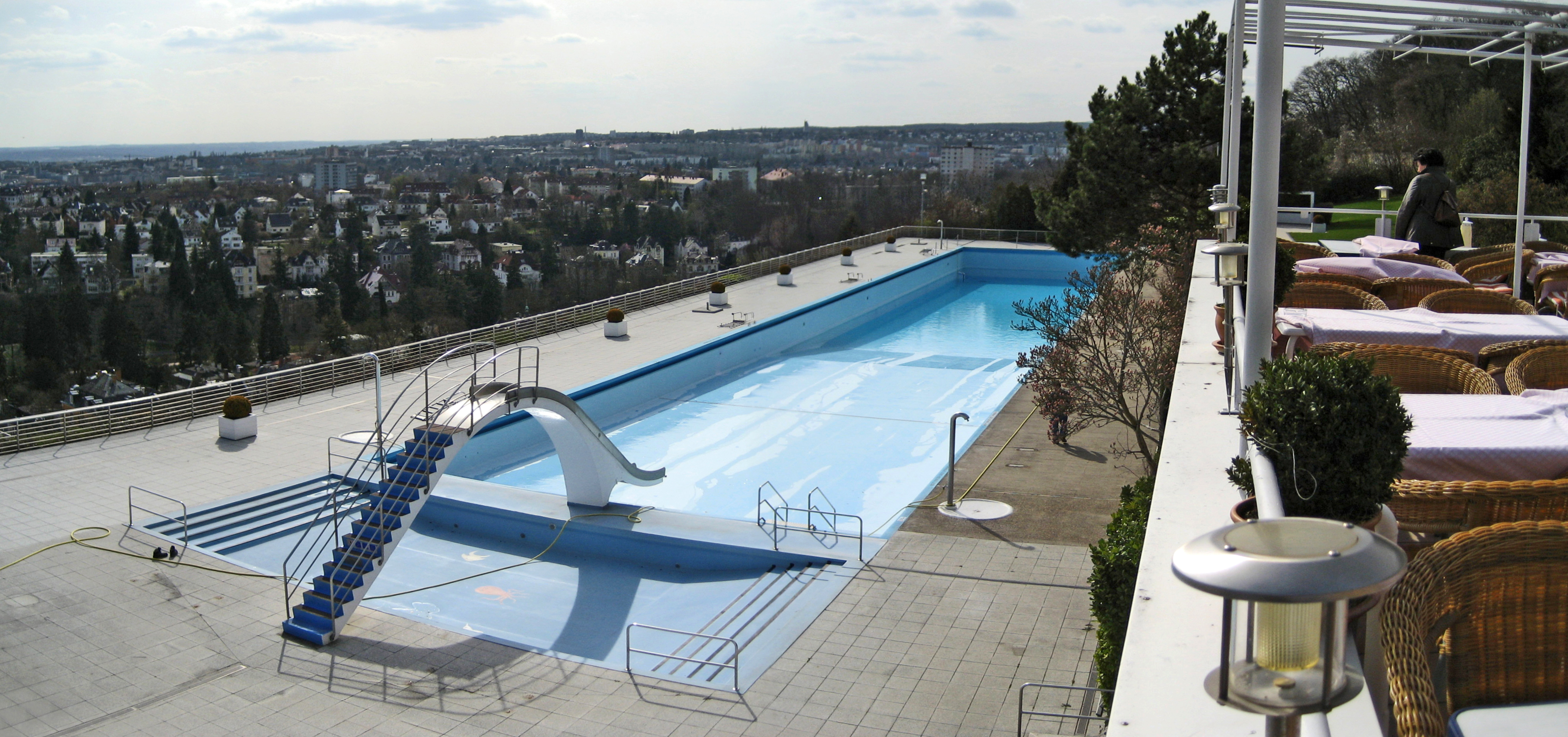
L'Opelbad (1934), à Nordost, quartier de Wiesbaden,
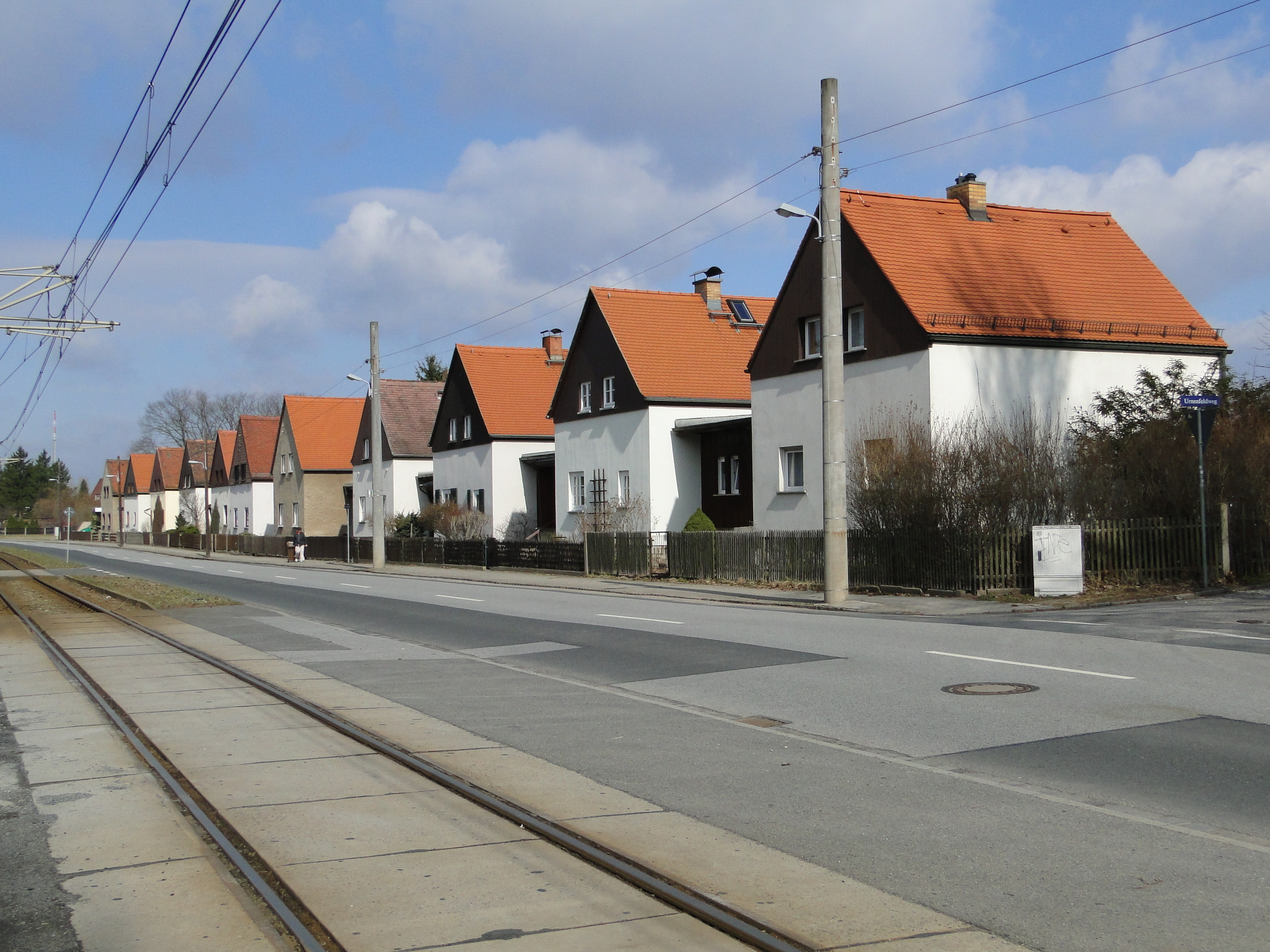
Cité-jardin de Hellerau (1921–1922).
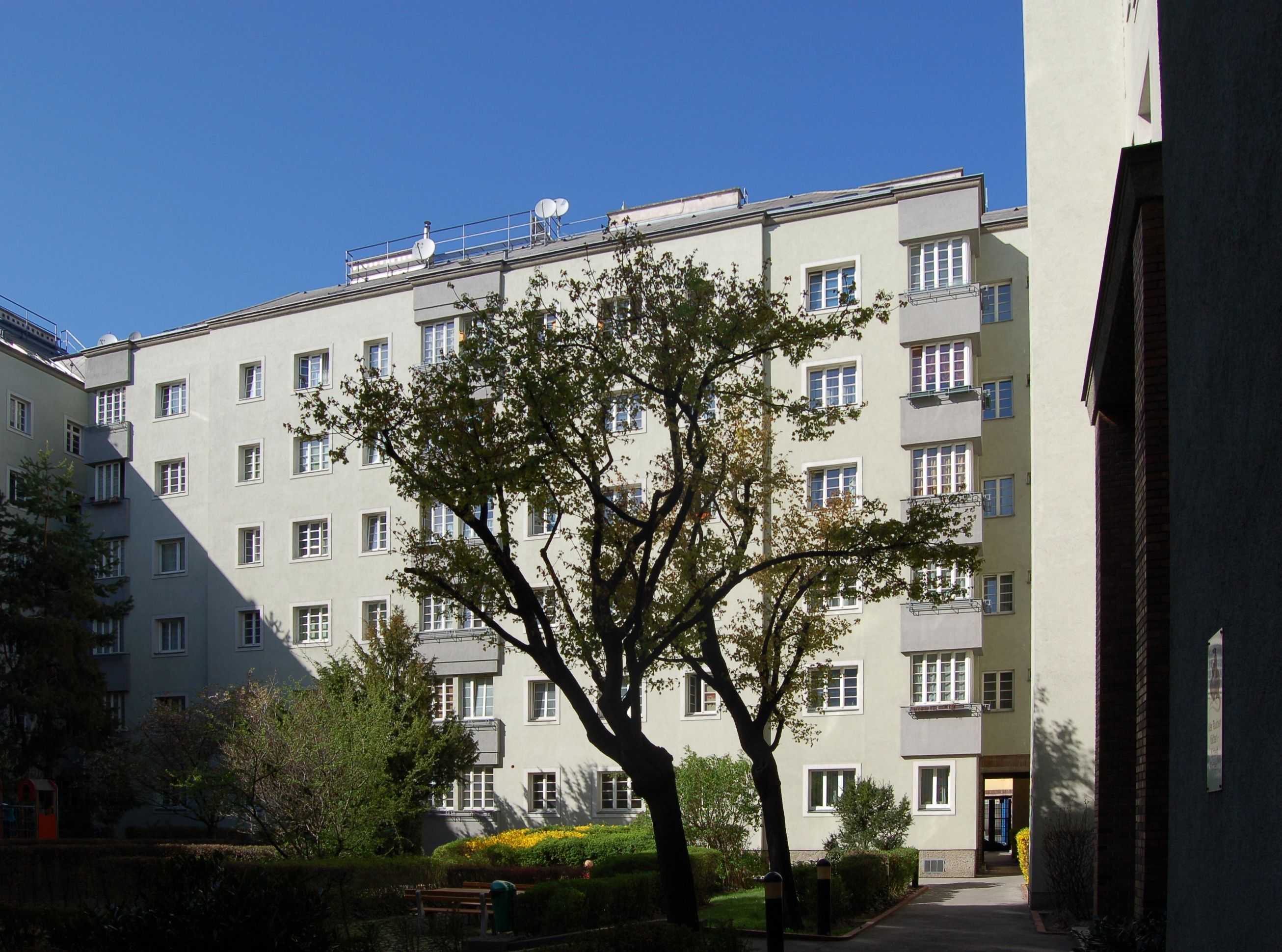
Karl-Volkert-Hof (de) (1926-1927) à Vienne-Ottakring (avec Franz Schacherl).
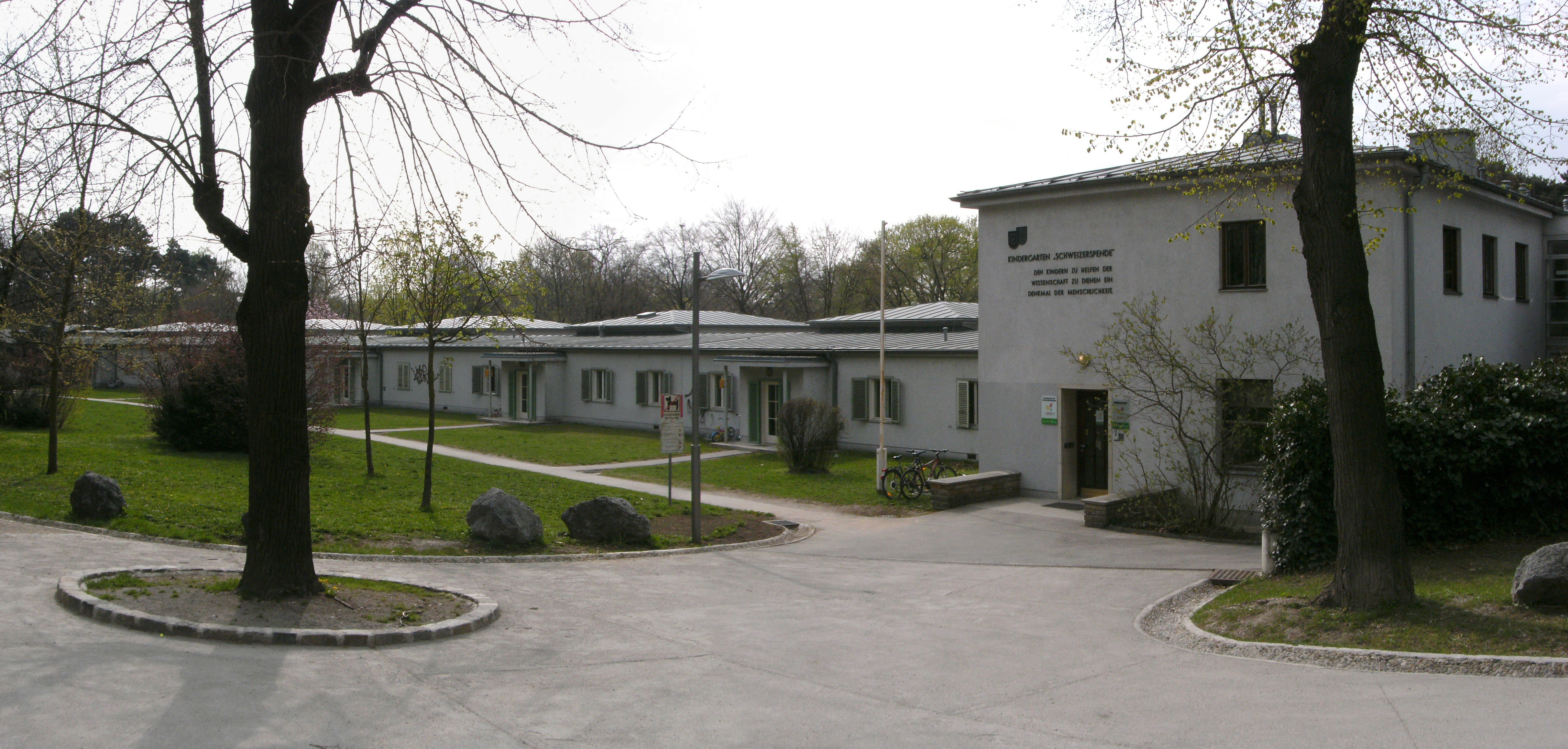
Jardin d’enfants « Schweizerspende [Donation suisse] » (1945), Auer-Welsbach-Park, à Vienne 15.
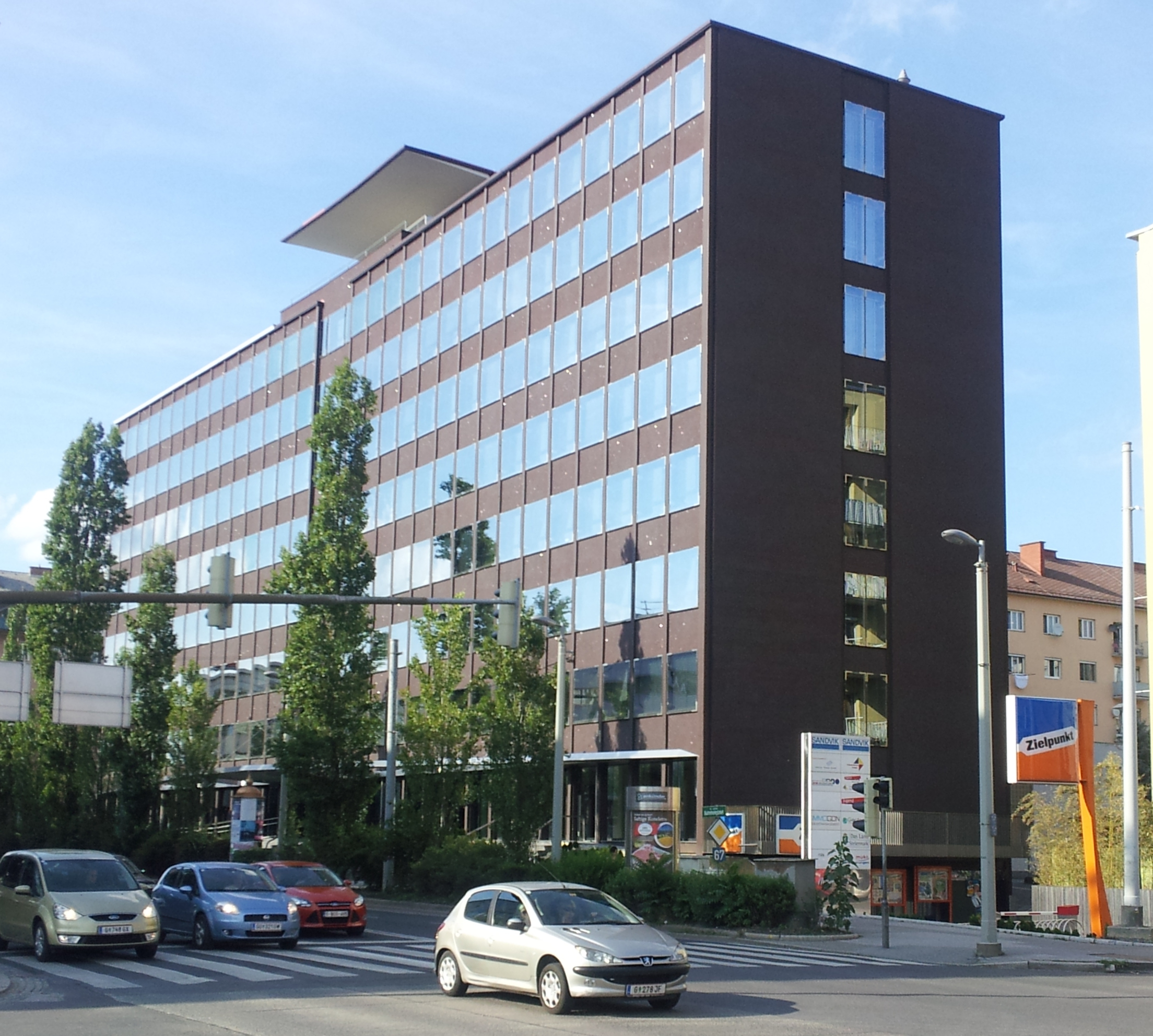
Pensionsversicherungs-anstalt (de) (Institution d'assurance pension) à Graz (1963-1966).
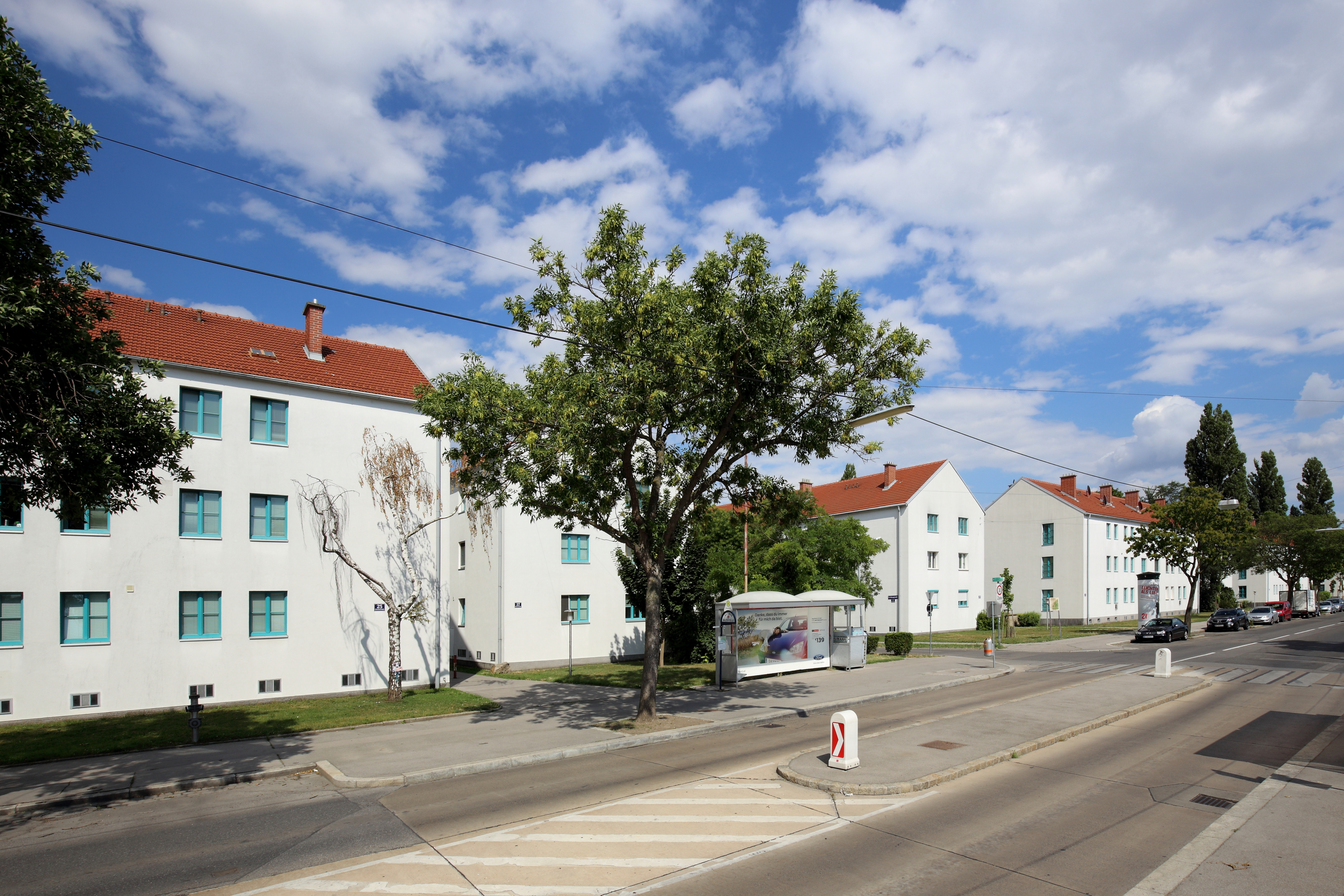
Complexe d'habitation Siemensstrasse 21–55, à Großjedlersdorf, Vienne-Floridsdorf (1950–1954).

## Récompenses et distinctions
- 1951: Prix en architecture de la Ville de Vienne
- 1963: Médaille Heinrich Tessenow
- 1966: Plaque d'honneur de la ville de Francfort-sur-le-Main
- 1967: Grand Prix d'État autrichien d'architecture